# Lissochlora rufiguttata
Lissochlora rufiguttata là một loài bướm đêm trong họ Geometridae.